# مقاطعة كينت (ميشيغان)
مقاطعة كينت (بالإنجليزية: Kent County, Michigan)‏ هي إحدى مقاطعات ولاية ميشيغان في الولايات المتحدة. تأسست سنة 1831، بلغ عدد سكانها 614462 نسمة في عام 2010 حسب إحصاء مكتب تعداد الولايات المتحدة وتصل الكثافة السكانية فيها 274.7 نسمة/كم2.

## أعلام
- ألان إل. بنسون
- هارولد إس. سوير

## وصلات خارجية
- www.accesskent.com
- United States Counties